# Harris Georgiades

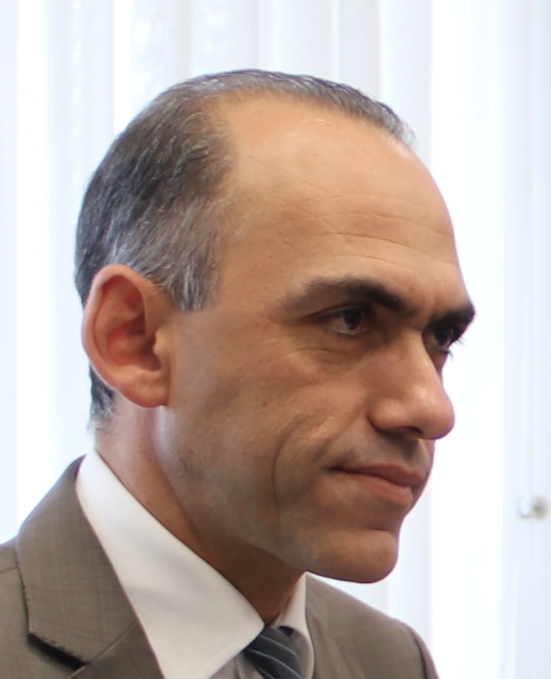
Harris Georgiades

Harris Georgiades (griechisch: Χάρης Γεωργιάδης) (* 9. April 1972 in Nikosia) ist ein zyprischer Politiker der Dimokratikos Synagermos.
Georgiades studierte an der University of Reading Wirtschaftswissenschaften und Internationale Beziehungen. Seit 28. Februar 2013 ist er als Nachfolger von Michael Sarris Finanzminister der Republik Zypern unter Präsident Nikos Anastasiadis. Er ist verheiratet und hat ein Kind.